# Баренго
Баренго (итал. Barengo) — коммуна в Италии, располагается в регионе Пьемонт, в провинции Новара.
Население составляет 942 человека (2008 г.), плотность населения составляет 50 чел./км². Занимает площадь 19 км². Почтовый индекс — 28010. Телефонный код — 0321.
В коммуне 15 августа особо празднуется Успение Пресвятой Богородицы.

## Демография
Динамика населения:

## Администрация коммуны
- Официальный сайт: http://www.comune.barengo.no.it